# Kaylen Frederick
Kaylen Frederick (Potomac, 4 de junho de 2002) é um automobilista estadunidense. Em 2020, ele foi campeão do Campeonato Britânico de Fórmula 3.

## Carreira

### Campeonato de Fórmula 3 da FIA
Em 31 de março de 2021, foi anunciado que Frederick havia sido contratado pela equipe Carlin para a disputa do Campeonato de Fórmula 3 da FIA de 2021. Para a disputa da temporada de 2022, ele se transferiu para a Hitech Grand Prix.
Frederick se transferiu para a equipe ART Grand Prix para a disputa da temporada de 2023, sua terceira temporada na Fórmula 3.